# Hermandad de la Viga (Jerez)
La Antigua y Fervorosa Hermandad y Cofradía de Nazarenos del Santísimo Cristo de la Viga, Nuestro Señor San Salvador y Nuestra Señora del Socorro es una cofradía de la Semana Santa de Jerez de la Frontera, procesiona en la tarde noche del Lunes Santo. Su sede es la Catedral de San Salvador.

## Historia
La hermandad se funda con el respaldo del cabildo catedral en el año 1946, aunque sus orígenes datan del siglo XVII, esta hermandad no procesionaba todos los años, únicamente lo hacía a modo de petición o acción de gracias, ya fuese por sequías, epidemias, etc.

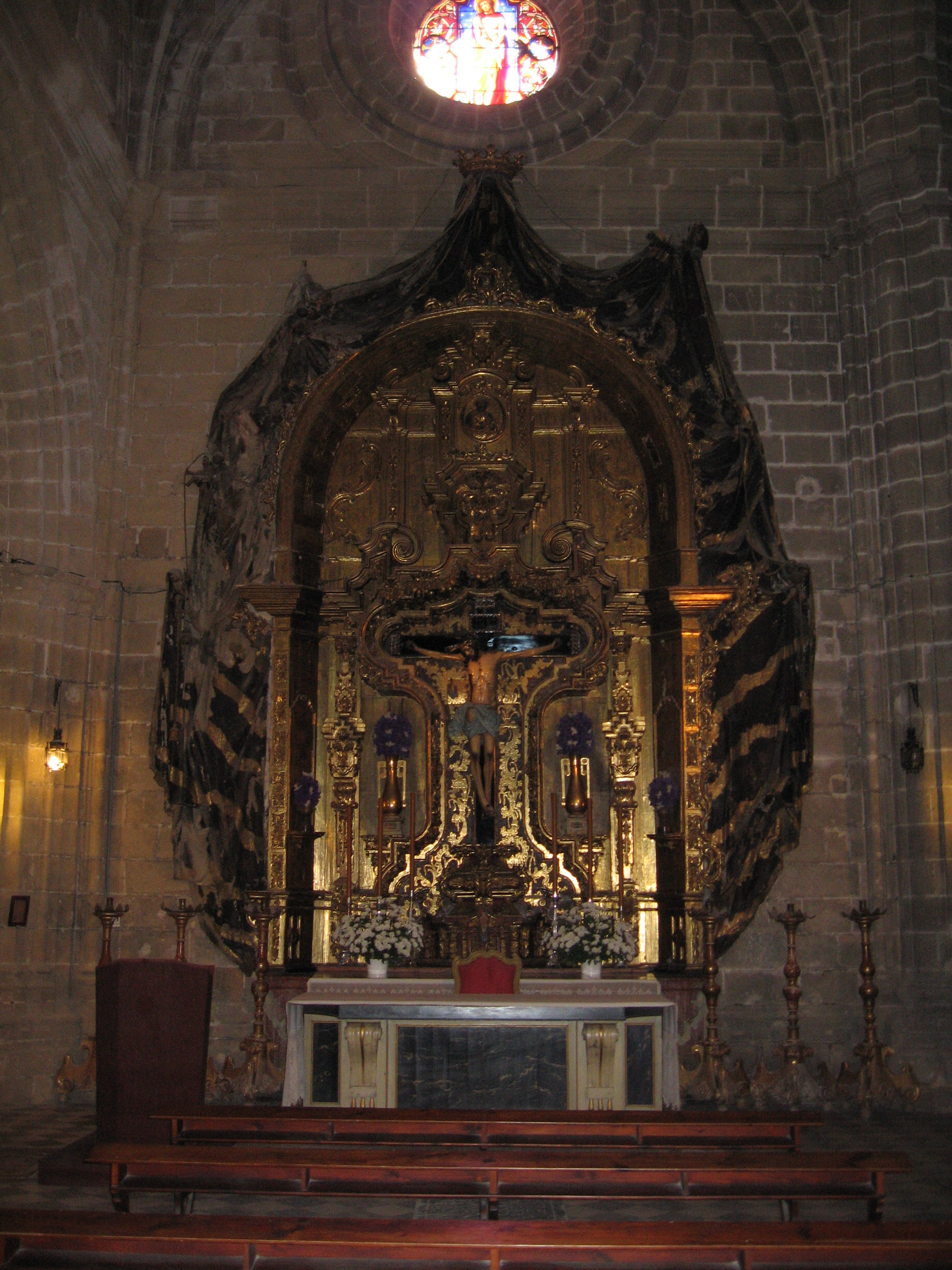
Cristo de la Viga.

El Cristo de la Viga es el más antiguo de los que procesionan en Jerez se le conoce bajo ese nombre en recuerdo del emplazamiento que tuvo en el primitivo templo de San Salvador. Es una talla de nogal, realizada a finales del siglo XV, que en el año 1807 restauró Jacome Baccaro y de esta época es el sudario, ya que hasta entonces no tenía y se le colocaba uno real para cubrir su completa anatomía.

## Túnica

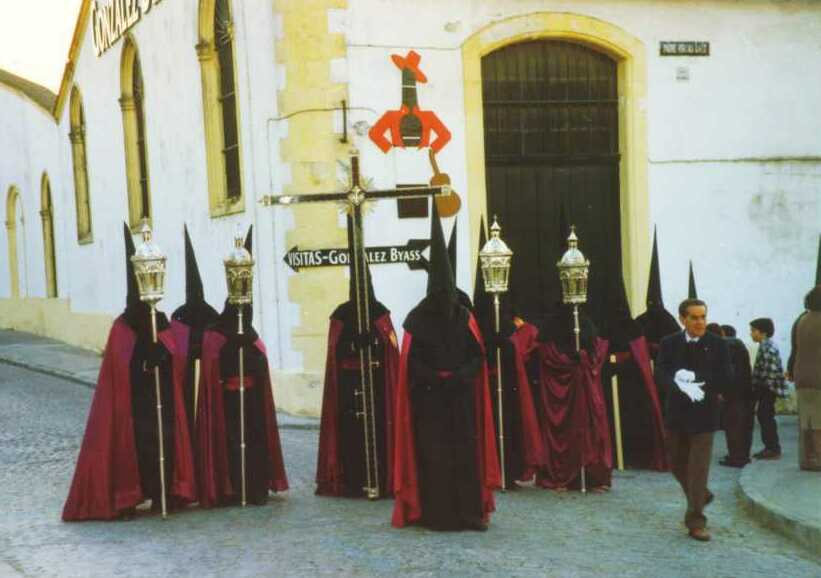
Nazarenos junto a una bodega de Jerez

Debido a su vinculación con el Cabildo catedralicio de Asidonia-Jerez la túnica está basada en la ropa de estos, similar a la de los cardenales, de ahí a que popularmente se les conozca como la túnica cardenalicia. Se comone por antifaz, túnica y guantes negros; y capa, botonadura y fajín de color rojo cardenalicio, tan característico de esta corporación.

## Pasos
El primero de los pasos representa a Cristo muerto en la cruz. El paso del Cristo, hasta el año 1947 perteneció a la Hermandad del Silencio, los cuatro hachones son de la década de los 60.
En el segundo de los pasos procesiona Nuestra Señora del Socorro bajo un techo de palio, la Virgen del Socorro es muy popular en Jerez, ya que es la copatrona de la ciudad, antiguamente fue una Virgen de Gloria, hasta que se adaptó a dolorosa para su incorporación a la Semana Santa en esta hermandad. Es la talla de virgen más antigua en procesionar.

## Bastón del Ayuntamiento
Cada año, el Ayuntamiento de Jerez cede el Bastón de Mando del Ayuntamiento de Jerez a la hermandad para su salida procesional

## La recogía

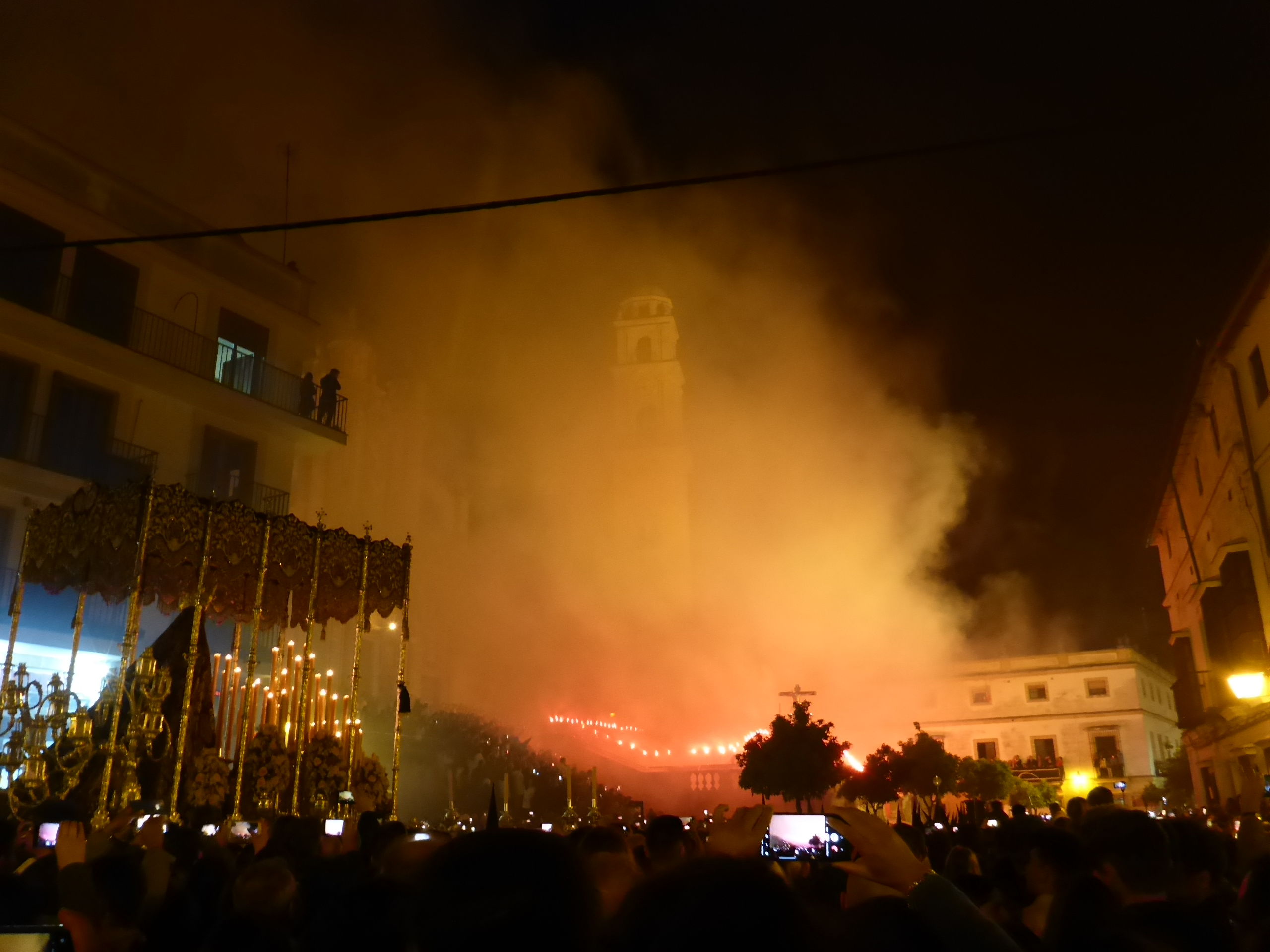
Recogida

La recogía de esta hermandad es muy peculiar, ya que el Cristo sube el reducto de la Catedral entre bengalas de color rojo cardenalicio, una humareda rosa envuelve la procesión y sus alrededores, acto seguido el Cristo, arriba del reducto, gira, y da la cara a la Plaza del Arroyo, desde donde su Madre del Socorro sube el reducto, acto seguido los pasos proceden a entrar en el templo.

## Condecoraciones
Otorgar el "cofrade ejemplar"

## Paso por Carrera Oficial
| Predecesor: Amor y Sacrificio | Orden de entrada en Carrera Oficial (Lunes Santo) 5º lugar | Sucesor: La Defensión (Martes Santo) |